# Coryphopteris brevipilosa
Coryphopteris brevipilosa är en kärrbräkenväxtart som beskrevs av Holtt. Coryphopteris brevipilosa ingår i släktet Coryphopteris och familjen Thelypteridaceae. Inga underarter finns listade.